# Leieschara subgracilis
Leieschara subgracilis is een mosdiertjessoort uit de familie van de Myriaporidae. De wetenschappelijke naam van de soort werd voor het eerst geldig gepubliceerd in 1853 door d'Orbigny.